# Qualificazioni alla Coppa delle nazioni africane femminile 2026
Questa voce raccoglie un approfondimento sui risultati degli incontri per le qualificazioni alla fase finale della Coppa delle nazioni africane femminile 2026.

## Primo turno
| Squadra 1     | Totale          | Squadra 2          | Andata | Ritorno |
| ------------- | --------------- | ------------------ | ------ | ------- |
| Angola        | 3 - 3 (5-4 dtr) | Zimbabwe           | 2 - 1  | 1 - 2   |
| Malawi        | [ 1 ]           | Rep. del Congo     | —      | —       |
| Botswana      | 0 - 2           | RD del Congo       | 0 - 2  | 0 - 0   |
| Tanzania      | 4 - 2           | Guinea Equatoriale | 3 - 1  | 1 - 1   |
| Uganda        | 2 - 2 (4-5 dtr) | Etiopia            | 2 - 0  | 0 - 2   |
| eSwatini      | 0 - 4           | Namibia            | 0 - 3  | 0 - 1   |
| Burundi       | 1 - 5           | Burkina Faso       | 0 - 1  | 1 - 4   |
| Gibuti        | 0 - 10          | Togo               | 0 - 5  | 0 - 5   |
| Sudan del Sud | 0 - 8           | Algeria            | 0 - 5  | 0 - 3   |
| Ruanda        | 2 - 3           | Egitto             | 0 - 1  | 2 - 2   |
| Kenya         | 1 - 0           | Tunisia            | 0 - 0  | 1 - 0   |
| Niger         | 1 - 4           | Gambia             | 0 - 2  | 1 - 2   |
| Benin         | 5 - 2           | Sierra Leone       | 2 - 1  | 3 - 1   |
| Guinea        | 3 - 6           | Capo Verde         | 2 - 2  | 1 - 4   |
| Gabon         | 1 - 10          | Mali               | 0 - 6  | 1 - 4   |
| Ciad          | [ 1 ]           | Senegal            | —      | —       |

## Secondo turno
| Squadra 1    | Totale | Squadra 2      | Andata | Ritorno |
| ------------ | ------ | -------------- | ------ | ------- |
| Angola       | 17     | Malawi         | -      | -       |
| RD del Congo | 18     | Sudafrica      | -      | -       |
| Tanzania     | 19     | Etiopia        | -      | -       |
| Namibia      | 20     | Zambia         | -      | -       |
| Burkina Faso | 21     | Togo           | -      | -       |
| Algeria      | 22     | Camerun        | -      | -       |
| Egitto       | 23     | Ghana          | -      | -       |
| Kenya        | 24     | Gambia         | -      | -       |
| Benin        | 25     | Nigeria        | -      | -       |
| Capo Verde   | 26     | Mali           | -      | -       |
| Senegal      | 27     | Costa d'Avorio | -      | -       |